# NGC 2324
NGC 2324 je otvoreni skup u zviježđu Jednorogu. 

## Vanjske poveznice
- SEDS: NGC 2324